# Lago Balanan
Lago Balanan es un lago situado Siaton, Negros Oriental, en el sur del país asiático de las Filipinas. Se trata de un lago de agua dulce en las montañas boscosas de la parte sur de la isla de Negros, con una forma semejante a una figura de ocho, el punto más estrecho entre las dos partes principales del lago está a sólo 90 metros de ancho. El lago está rodeado por cadenas montañosas, y es alimentado por tres afluentes, todos ellos situados en el extremo norte. Estos son el arroyo Lamarao en la esquina noreste con dos cascadas, el arroyo Balanan en el centro del extremo norte con otra cascada y el arroyo NASIG-id en el extremo noroccidental.